# 穆尼奥桑乔
穆尼奥桑乔，是西班牙卡斯蒂利亚-莱昂阿维拉省的一个市镇。 总面积20km2, 总人口150人（2001年），人口密度8人/km2。